# Teruumi Fujimoto
Teruumi Fujimoto (japanisch 藤本 照美 Fujimoto Terumi; * 1982) ist ein ehemaliger japanischer Snowboarder. Er startete in den Paralleldisziplinen.

## Werdegang
Fujimoto trat international erstmals bei den Juniorenweltmeisterschaften im Februar 2000 in Berchtesgaden in Erscheinung. Dort belegte er den 28. Platz im Parallel-Riesenslalom und den 15. Rang im Parallelslalom. Im selben Monat gab er in Sapporo sein Debüt im Snowboard-Weltcup der FIS, wobei er den 37. Platz im Parallel-Riesenslalom errang. In der Saison 2000/01 wurde er japanischer Meister im Riesenslalom und gewann bei den Juniorenweltmeisterschaften 2001 in Nassfeld die Bronzemedaille im Parallel-Riesenslalom. In der Saison 2002/03 kam er bei den Snowboard-Weltmeisterschaften 2003 am Kreischberg auf den 40. Platz in der Halfpipe, auf den 39. Rang im Parallel-Riesenslalom sowie auf den 37. Platz im Parallelslalom und absolvierte in Sapporo seinen 15. und damit letzten Weltcup, welchen er auf dem 19. Platz im Parallelslalom beendete. Dies war zugleich seine beste Platzierung im Weltcup. Bei den Winter-Asienspielen 2003 wurde er Vierter im Slalom und gewann die Silbermedaille im Riesenslalom.

## Weltcup-Gesamtplatzierungen
| Saison    | Gesamt | Gesamt | Parallel | Parallel | Parallel-Riesenslalom | Parallel-Riesenslalom | Parallelslalom | Parallelslalom |
| Saison    | Punkte | Platz  | Punkte   | Platz    | Punkte                | Platz                 | Punkte         | Platz          |
| --------- | ------ | ------ | -------- | -------- | --------------------- | --------------------- | -------------- | -------------- |
| 1999/2000 | 2      | 127.   | 16       | 97.      | 16                    | 94.                   | -              | -              |
| 2000/01   | -      | -      | -        | -        | -                     | -                     | 2              | 127.           |
| 2001/02   | -      | -      | 19       | 61.      | 76                    | 62.                   | 54             | 65.            |
| 2002/03   | -      | -      | 165      | 54.      | -                     | -                     | -              | -              |